# Thom Barry
Thomas „Thom“ Barry (* 6. Dezember 1950 in Cleveland, Ohio) ist ein US-amerikanischer Schauspieler.

## Leben
Seine Schauspielkarriere begann 1994 mit Auftritten in einigen Fernsehfilmen. Danach hatte er zahlreiche Gastauftritte in verschiedenen Fernsehserien wie Chicago Hope, Der Prinz von Bel Air, Emergency Room, Babylon 5, Diagnose: Mord, NYPD Blue, JAG – Im Auftrag der Ehre, Without a Trace und Practice – Die Anwälte. Von 2003 bis 2010 gehörte Barry zu den Hauptdarstellern der Serie Cold Case – Kein Opfer ist je vergessen.
Seine erste größere Rolle hatte er in dem Film Congo. Danach folgten weitere Filme wie Apollo 13, The Fast and the Furious und 2 Fast 2 Furious.

## Filmografie (Auswahl)
- 1995: Congo
- 1995: Apollo 13
- 1995: Hallo, Mr. President (The American President)
- 1996: High School High
- 1996: Space Jam
- 1996: Das Attentat (Ghosts of Mississippi)
- 1997: Steel Man (Steel)
- 1997: X-Factor: Das Unfassbare (Staffel 1, Episode 1)
- 1997: Air Force One
- 1998: Zweite Liga – Die Indianer von Cleveland sind zurück (Major League: Back to the Minors)
- 2001: The Fast and the Furious
- 2003: 2 Fast 2 Furious
- 2003–2010: Cold Case – Kein Opfer ist je vergessen (Cold Case, Fernsehserie, 156 Folgen)
- 2012: Fire with Fire – Rache folgt eigenen Regeln (Fire with Fire)
- 2013: Texas Chainsaw 3D
- 2013: Grey’s Anatomy
- 2016: Mr. Church